# Eriobotrya angustissima
Eriobotrya angustissima är en rosväxtart som beskrevs av Joseph Dalton Hooker. Eriobotrya angustissima ingår i släktet eriobotryor, och familjen rosväxter. Inga underarter finns listade i Catalogue of Life.